# Cortina de Ferro

A Cortina de Ferro, em preto
Membros do Pacto de Varsóvia
Membros da OTAN
Países militarmente neutros
Iugoslávia, membro do Movimento Não Alinhado
O ponto preto representa Berlim Ocidental. A Albânia reteve seu apoio ao Pacto de Varsóvia em 1961 devido à ruptura soviético-albanesa e se retirou formalmente em 1968.

Cortina de Ferro foi uma expressão usada para designar a divisão da Europa em duas partes, a Europa Oriental e a Europa Ocidental como áreas de influência político econômica distintas, no pós-Segunda Guerra Mundial, conhecido como Guerra Fria. Durante este período, a Europa Oriental esteve sob o domínio (ou fazia parte) da União Soviética, enquanto os países da Europa Ocidental se mantiveram independentes, embora formassem um bloco político com os Estados Unidos.
Esta expressão célebre é utilizada para designar o domínio da extinta União Soviética sobre os países do leste da Europa. Tal nome surgiu de um discurso do primeiro-ministro britânico Winston Churchill, proferido a 5 de março de 1946 no Westminster College, na cidade de Fulton, Missouri, nos Estados Unidos. No entanto, já havia sido usada antes no mesmo contexto por Joseph Goebbels, Lutz Schwerin von Krosigk e pelo próprio Churchill em Maio de 1946.

## Extrato do discurso
Extrato do discurso de Churchill no Westminster College, em Fulton, no Missouri, Estados Unidos, em 5 de março de 1946, citando a expressão "iron curtain" ou, em português, "cortina de ferro":
"From Stettin in the Baltic to Trieste in the Adriatic an iron curtain has descended across the Continent. Behind that line lie all the capitals of the ancient states of Central and Eastern Europe. Warsaw, Berlin, Prague, Vienna, Budapest, Belgrade, Bucharest and Sofia; all these famous cities and the populations around them lie in what I must call the Soviet sphere, and all are subject, in one form or another, not only to Soviet influence but to a very high and in some cases increasing measure of control from Moscow."
Numa tradução livre para a língua portuguesa:
"De Estetino, no Báltico, até Trieste, no Adriático, uma cortina de ferro desceu sobre o continente. Atrás dessa linha estão todas as capitais dos antigos estados da Europa Central e Oriental. Varsóvia, Berlim, Praga, Viena, Budapeste, Belgrado, Bucareste e Sófia; todas essas cidades famosas e as populações em torno delas estão no que devo chamar de esfera soviética, e todas estão sujeitas, de uma forma ou de outra, não somente à influência soviética, mas também a fortes e em certos casos crescentes medidas de controle de Moscovo."
Inicialmente, a Cortina de Ferro era separada da região integrada pelas repúblicas europeias da União Soviética (Rússia, Armênia, Azerbaijão, Bielorrússia, Estónia, Geórgia, Cazaquistão, Lituânia, Letônia, Moldávia e Ucrânia) e os estados-satélites da Alemanha Oriental, Polônia, Tchecoslováquia, Hungria, Bulgária e Romênia. Todos ficavam sob o estrito controle político e econômico da URSS. Em 1955 uniram-se militarmente por meio do Pacto de Varsóvia. O bloco se desfez definitivamente em 1991, com a dissolução da URSS. O premiê inglês se inspirou em Joseph Goebbels em 1943 para usar esta expressão.
Os dois blocos de países divididos pela cortina de ferro divergiam em vários aspectos:
- No plano econômico, o Bloco Ocidental buscou a reconstrução no pós-guerra com o Plano Marshall, enquanto o Bloco Oriental utilizou um modelo concorrente, o COMECON;
- No plano militar, o Bloco Ocidental constituiu a Organização do Tratado do Atlântico Norte em 1949, enquanto que o Bloco Oriental formou o Pacto de Varsóvia em 1955. É importante destacar que, na formação da OTAN, estão presentes, além dos países de oeste europeu, os EUA e o Canadá;
- No plano político, o Bloco Ocidental manteve como sistema econômico o capitalismo liberal, incluindo diferentes tipos de regimes políticos (desde democracias até regimes autoritários), enquanto que o Bloco Oriental adotou o modelo do socialismo e a economia planificada, geralmente sob regimes autoritários de partido único.